# Solitudo Alarum
Solitudo Alarum  è una caratteristica di albedo della superficie di Mercurio.